# Penaeopsis balssi
Penaeopsis balssi är en kräftdjursart som beskrevs av Ivanov och Samy K.M. Hassan 1976. Penaeopsis balssi ingår i släktet Penaeopsis och familjen Penaeidae. Inga underarter finns listade i Catalogue of Life.